# Cassady McClincy
Cassady McClincy (nacida el 1 de septiembre de 2000) es una actriz estadounidense conocida por su interpretación de Lydia en la serie de televisión de terror y drama The Walking Dead desde 2019. También es conocida por su papel en la serie original de Netflix, Ozark (2017).

## Biografía
Cassady nació el 1 de septiembre de 2000, en Los Ángeles, California. Es hija de Dayla McClincy y su padre, cuya identidad no se conoce.Tiene un hermano dos años mayor, llamado Gabin, y dos hermanas, una nacida en 2003, de nombre Kaya; y Callie Brook McCLincy, quien también es actriz. 
McClincy hizo su primera aparición en la pantalla a la edad de nueve años en "The Wizard of Agni", en 2010. En el mismo año interpretó a una colegiala en el cortometraje titulado "Five Smooth Stones". Más tarde apareció, interpretando un pequeño papel, en la sexta temporada de Drop Dead Diva. Tuvo, además, un papel recurrente durante la primera temporada de Constantine. En 2017, apareció de manera recurrente en la serie original de Netflix,  Ozark.
En 2017, interpretó el papel de Greta Hetfelderz en la serie Lore, conocida como Mitos y Leyendas en España, en la temporada 1, episodio 5.
En 2019, McClincy comenzó a interpretar a Lydia en The Walking Dead, personaje recurrente en la novena temporada. Para la décima temporada fue ascendida a rol coprotagónico.

## Filmografía

### Películas
| Año  | Título                     | Rol    | Notas |
| ---- | -------------------------- | ------ | ----- |
| 2015 | The Unexpected Bar Mitzvah | Sarah  |       |
| 2015 | Crimes and Mister Meanors  | Kat    |       |
| 2018 | Love, Simon                | Jackie |       |
| 2018 | Poor Jane                  | Erica  |       |

### Televisión
| Año       | Título             | Rol                  | Notas                                                                   |
| --------- | ------------------ | -------------------- | ----------------------------------------------------------------------- |
| 2010      | The Wizard of Agni | bobbie the munchkin  |                                                                         |
| 2010      | five smooth stones | Colegiala            | corto                                                                   |
| 2014      | Drop Dead Diva     | Laura Dwyer          | Episodio: "Sister Act"                                                  |
| 2014      | Let the Lion Roar  | Mary                 | Documental                                                              |
| 2015      | Constantine        | Amberly              | Episodio: "Waiting for the Man"                                         |
| 2015      | Backtrack          | Milly Pnewski        | Corto televisivo                                                        |
| 2016      | Good Behavior      | Ashleigh             | Episodio: "We Pretend We're Stuck"                                      |
| 2017      | Ozark              | Anna Sloan           | Episodio: "Book of Ruth"                                                |
| 2017      | Daytime Divas      | Tandy Ainsley        | Recurrente (temporada 1)                                                |
| 2017      | Lore               | Greta Hetfelderz     | Episodio: "The Beast Within"                                            |
| 2017      | The Visitor        | Angie (joven)        | Corto televisivo                                                        |
| 2018      | Castle Rock        | Molly Strand (joven) | Recurrente (temporada 1)                                                |
| 2019–2022 | The Walking Dead   | Lydia                | Recurrente, 8 episodios (temp. 9) Principal, 24 episodios (temp. 10–11) |